# Tamiya
Tamiya Incorporated (též Tamiya Corporation, japonsky: 株式会社タミヤ, Kabušiki gaiša Tamija) je japonská společnost vyrábějící modely automobilů (a řidčeji jiných dopravních prostředků), většinou na baterie a dálkové ovládání. Modely dodává jako stavebnice, které si jejich majitelé složí. Doplňující výrobní řady zahrnují historické modely, modely vojenské techniky, tanků, letadel, lodí a pomůcky a další vybavení potřebné ke skládání a konstrukci těchto modelů (barvy, štetce, polepky apod.).
Společnost založil Jošio Tamija v japonském městě Šizuoka v roce 1946. Původně fungovala jako pila a zpracovatel dřeva, během dvou let ale změnila své zaměření na dřevěné a v 70. letech na plastikové modely. Tamiya si mezi modeláři získala reputaci co do kvality a detailu jejích modelů, často vyhrává cenu německého časopisu Modell Fan nazvanou Modell des Jahres. Její modely mají nejčastěji měřítko 1:10, 1:12, 1:14 a u tanků a letadel 1:20, 1:35 a 1:48. Kromě Japonska má Tamiya pobočky v Kalifornii, na Filipínách a v Německu.
Tamiya dnes vyrábí dost rozšířeně RC modely aut. Dělá jak RTR sety (sety, které jsou připravené k jízdě, pouze si musíte dokoupit baterii s nabíječem), tak i stavebnice (kde najdete pouze auto jako takové bez elektroniky, někdy i s elektronikou a s nenastříkanou karoserií). K RTR setům, elektronika tam sice je, ale není nijak dobrá, takže se co nejdříve mění. Hodně lidí si také auto radši postaví vlastníma rukama, než aby koupili hotový model.